# Rozinka

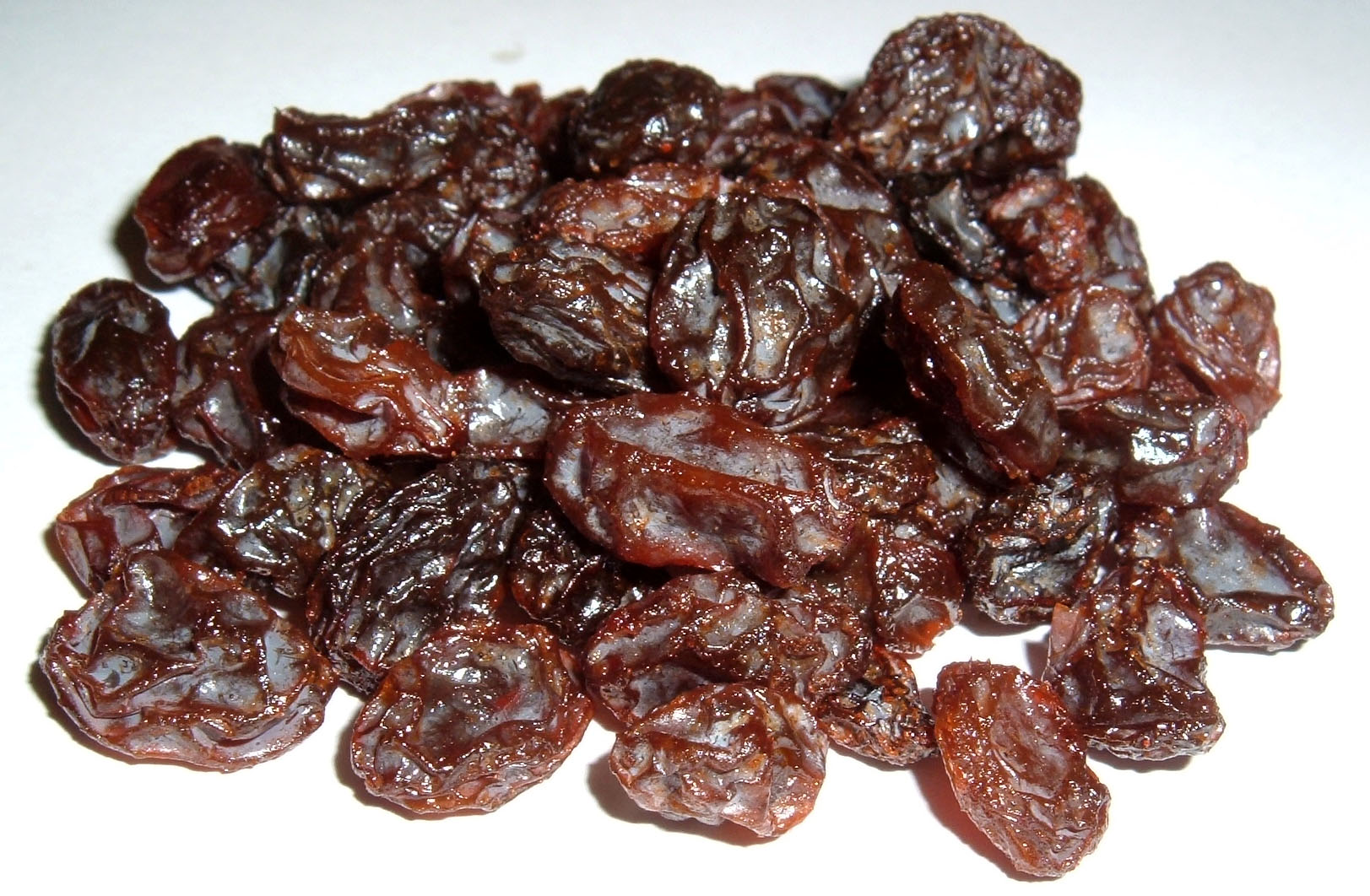
Rozinky

Rozinky nebo též hrozinky jsou sušené plody (tzv. bobule) vinné révy. Mohou se jíst syrové, především se však používají při pečení (do těsta – např. bábovka, mazanec, vánočka, či se přidávají do náplní – především tvarohové k plnění drobného sladkého pečiva – koláče, šátečky aj.) či vaření (např. některé omáčky, kapr na černo, čatní). Rozinky jsou velmi sladké díky velké koncentraci cukrů. Pokud se rozinky skladují delší dobu, cukr uvnitř krystalizuje, krystalky se však dají rozpustit krátkým ponořením rozinek do nějaké tekutiny (alkohol, ovocná šťáva, mléko či horká voda).

## Název
Slovo rozinka, jehož užívání převládá v Čechách,  pochází z německého Rosine, kam přešlo z francouzského raisin, což znamená (suchý) hrozen. Původ je v latinském racēmus, což znamená zrno, hrozen. Název hrozinka, převažující na Moravě, vznikl v lidové etymologii přikloněním ke slovu hrozen již dávno. Podle současných pravidel pravopisu jsou obě možnosti pravopisně správné. V jihomoravských nářečích se používá též výraz cibéba, který standardně označuje částečně seschlou bobuli.

## Různé typy

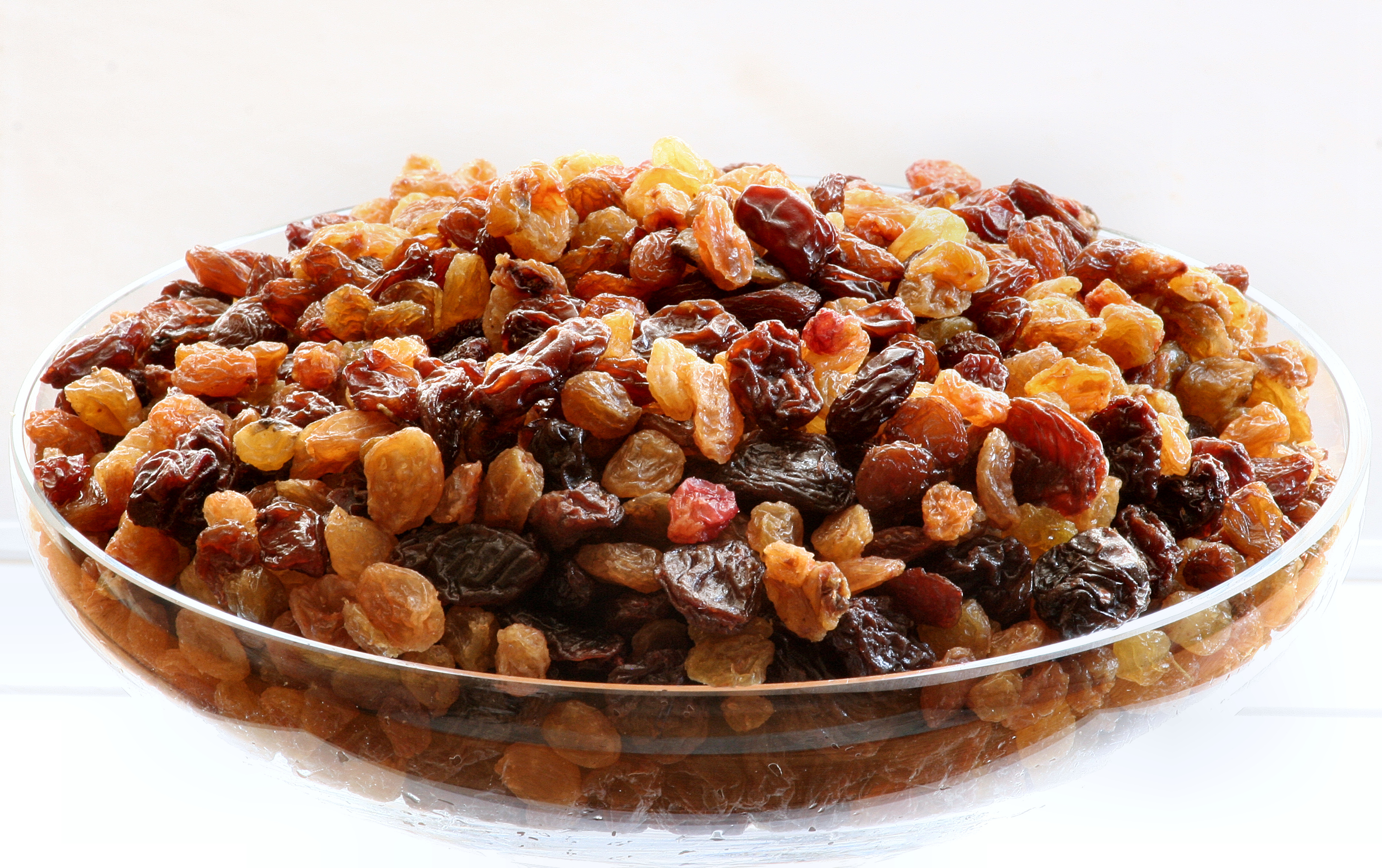
Směs rozinek ze stejné odrůdy révy: Zlatově světlé rozinky vznikají ošetřením oxidem siřičitým, tedy jen jednou procedurou navíc proti zpracování běžných tmavých rozinek.

### Sytost zabarvení
Různého výsledného odstínu zabarvení rozinek lze dosáhnout i při rozdělení jedné vstupní várky hroznů na dvě dávky, jejich různým způsobem zpracování:
- Ujgurové v Turfanu již po staletí suší své rozinky tradičně 40 dní v tmavých a relativně chladných větrných sušárnách, tak bobule zůstávají světlé. Když se původně žlutozelené bobule suší na přímém slunci, ztmavnou: Zhnědnou karamelizací.
- Oxid siřičitý má zásadní vliv na jas, zesvětluje: hnědé rozinky projasní do červena až jantarově oranžova. Původní zelenkavý nádech ještě šťavnatých bobulí ale už vrátit nemůže. Obecně má oxid siřičitý bělicí vedlejší účinky, v potravinářství je však hlavně používán pro své dezinfekční a konzervační účinky.

### Odrůdové
Podle původu a odrůdy hroznů lze rozlišovat rozinky:
- smyrenské rozinky, světlé a velké: z Turecka, Kalifornie, Jihoafrické republiky, Austrálie. Tyto lze dále rozlišovat:
  - sultánky - obzvlášť sladké rozinky sušené z vinných odrůd s velkými, bezsemennými plody,[3] zpravidla žlutozelenými;
  - damascénky a
  - perské sultánky.[4]
- korintky - malé a tmavé,[5] z odrůdy Korinthiaki, též Zante, z Korintu, též Černý Korint: z Řecka, Kalifornie, Jihoafrické republiky, Austrálie;
- cibéby - (arabsky zibiba‎) protáhlé a s peckami,[6]
- italské - s vůní po muškátu.

## Produkce
Světová produkce rozinek byla 1,1 milionu tun (v r. 2005), z toho nejvíce: Turecko 30%, USA 28%, Írán 13%, Řecko a Chile po 6%.
V roce 2009/2010 byla čínská roční produkce rozinek předpovězena mezinárodními experty na 155 000 tun, z čehož 75% bylo předpokládáno z Turfanu, tedy 10 % celosvětové produkce.

## Zpracování

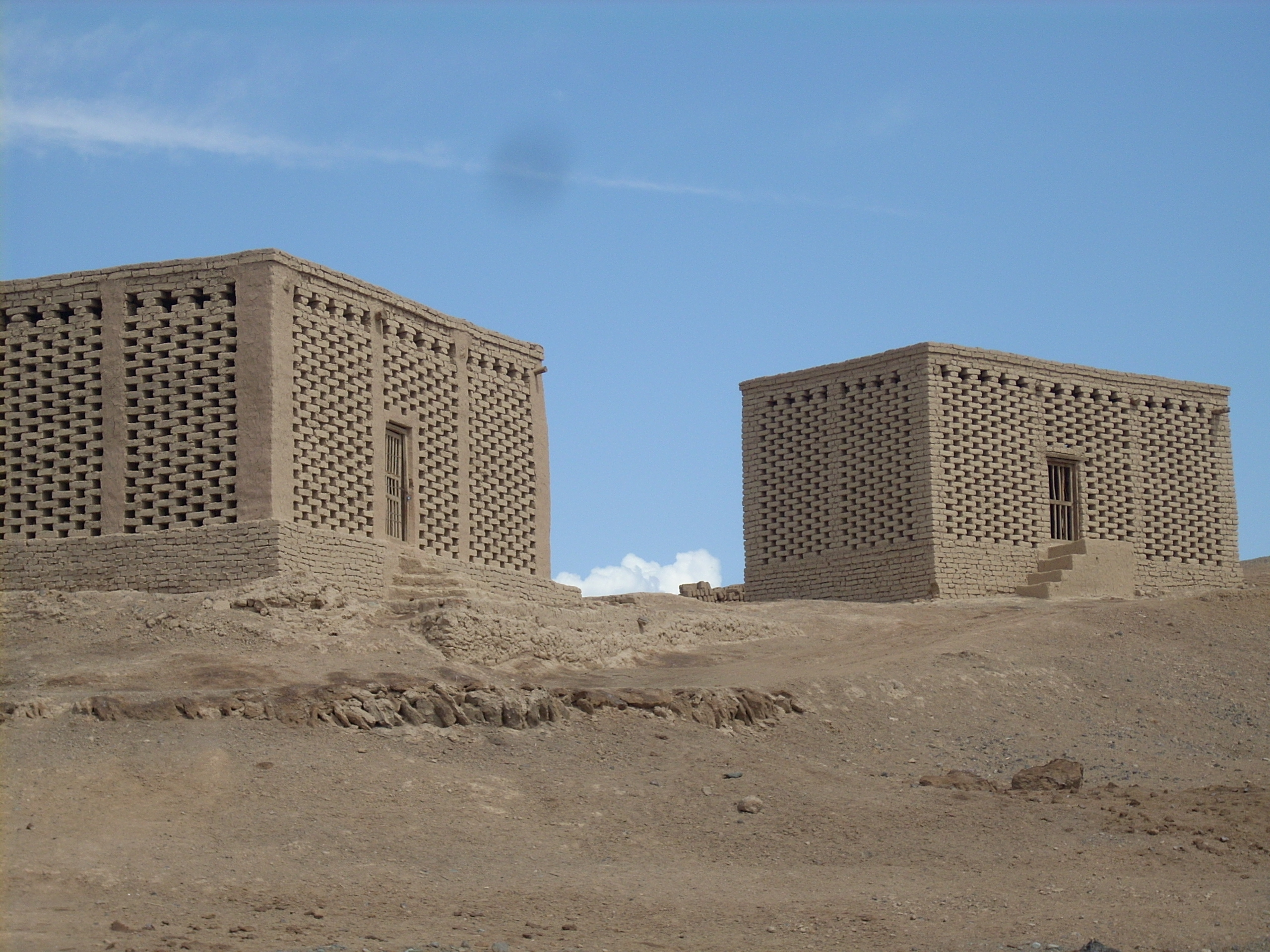
Ujgurské čunče, větrné sušárny na vysušení rozinek. Boyluq, Turfan, Sin-ťiang

Pro prodloužení trvanlivosti rozinek se používá oxid siřičitý, což ohrožuje jak kvalitu rozinek,[zdroj?] tak spotřebitele alergiky.

## Vliv na zvířata
Rozinky jsou toxické pro psy a podobné účinky se předpokládají i u koček.
U psů způsobují akutní renální selhání. Toxin, který tyto obtíže působí, nebyl doposud zjištěn.